# Brandwijk
Brandwijk ist ein Ort in der Provinz Südholland in den Niederlanden. Brandwijk gehört seit der kommunalen Neugliederung 2019 zur Gemeinde Molenlanden. Von 2013 bis 2019 gehörte es zur Gemeinde Molenwaard; davor war es seit 1986 Teil von Graafstroom.
Brandwijk hat 1.375 Einwohner auf einer Fläche von 12,31 km².